# ポチ (misonoの曲)
「ポチ」は、日本の歌手・misonoの6作目のシングル。

## 概要
- 前作「ホットタイム/A. 〜answer〜」から約3か月ぶりのシングル。
- 表題曲による単独A面シングルは「ラブリー♡キャッツアイ」以来2作ぶりとなった。
- 表題曲は集英社『MORE』のCMソングに起用された[1]。
- ジャケットの異なるCD+DVD規格とCD規格の2形態で発売され、DVDには表題曲のビデオクリップが収録された。

## 収録曲
| #         | タイトル                     | 作詞      | 作曲      | 編曲         | 時間  |
| --------- | ---------------------------- | --------- | --------- | ------------ | ----- |
| 1.        | 「ポチ」                     | misono    | UMU       | UMU          | 3:51  |
| 2.        | 「11 eleven」                | misono    | 北野正人  | 久保田光太郎 | 4:14  |
| 3.        | 「ポチ -Instrumental-」      |           | UMU       | UMU          | 3:50  |
| 4.        | 「11 eleven -Instrumental-」 |           | 北野正人  | 久保田光太郎 | 4:09  |
| 合計時間: | 合計時間:                    | 合計時間: | 合計時間: | 合計時間:    | 16:04 |

### 解説
1. ポチ
2. 11 eleven
Cyber X feat.misono名義で発売した同名曲のリアレンジによるセルフカバー。
3. ポチ -Instrumental-
表題曲のインストゥルメンタルバージョン。
4. 11 eleven -Instrumental-
カップリング曲のインストゥルメンタルバージョン。

## 参加ミュージシャン
- misono：Vocal (#1,2)

support musician
- マサル・ミツ：Electric Guitar (#1,3)
- 久保田光太郎：Electric Guitar (#2,4)
- キタダマキ：Bass (#1,3)
- FIRE：Bass (#2,4)
- 田中元尚：Drums (#1,3)
- 星山哲也：Drums (#2,4)
- 浦清英：Piano (#1,3)

## タイアップ
- 集英社『MORE』TV-CMソング (#1)

## 収録アルバム
- 生 -say- (#1)
- Me (#2)